# Joaquín Aguirre López
Joaquín Aguirre López (Canarias 3 de agosto de 1958) es un juez y magistrado emérito español, que fue titular del juzgado de instrucción número 1 de Barcelona. Ha dirigido la investigación en varios casos de corrupción y vinculados a varios políticos, como el Caso Tibidabo, el Caso Macedonia, la Operación Voloh o la Operación Vóljov, entre otros. Desde 2012 era uno de los dos magistrados encargados de la vigilancia de los CIE de Barcelona.

## Trayectoria
Licenciado en derecho. Antes de ocupar el cargo de titular del juzgado de instrucción número 1 de Barcelona, estuvo destinado en otros juzgados, como los juzgado del distrito 16, 24 y 25 de Barcelona (1985) y posteriormente, en 1987 fue nombrado Juez de Primera instancia de Calatayud. En 1988 fue nombrado titular del juzgado de instrucción número 1 de Barcelona, y desde entonces ha gestionado numerosos casos de renombre. Cesó en el cargo el 15 de enero de 2025, tras solicitar anticipadamente su jubilación.

### Fraude en el servicio militar
Uno de sus primeros casos al frente del juzgado de instrucción número 1 de Barcelona fue el de investigar el fraude en el servicio militar obligatorio. Presuntamente, varias familias adineradas usaban redes organizadas para evitar que sus hijos tuvieran que hacer el servicio militar obligatorio, pagando un importe que variaba entre 1.800 € (300.000 pesetas) y 6.000 € (1.000.000 de pesetas). El procedimiento que se usaba era el de simular una enfermedad como la sordera o expedir informes médicos falsos.

### Caso Tibidabo
Durante los años 1990 coordinó el Caso Grand Tibidabo, donde firmó la petición de prisión para Javier de la Rosa. La instrucción se alargó 5 años y generó más de 3,5 millones de folios, así como centenares de informes periciales. También investigó a Luis Valls Taberner, entonces presidente del Banco Popular. Según el juez, De la Rosa desvió 6 millones de euros (mil millones de pesetas) para financiar el diario El Observador a instancia del político catalán Lluís Prenafeta.

### Caso Macedonia
En 2010 llevaría la instrucción del Caso Macedonia, donde investigó una presunta trama de corrupción dentro del cuerpo de Mozos de Escuadra, que acabó afectando a otros cuerpos policiales, relacionándolos con el narcotráfico. La sospecha inicial era que el cuerpo de Mozos de Escuadra había ocultado al juez unas escuchas telefónicas para proteger un grupo de narcos. Se creía que uno de los narcos era un confidente de la Policía Nacional, vinculado con los prostíbulos Riviera y Saratoga.
Al abrir diligencias, no obtuvo apoyo de la entonces fiscal Jefa de Cataluña, Teresa Comte para echar el caso adelante, y fue entonces cuando contactó con la asociación Manos Limpias, que se presentaría como acusación particular. Durante esta instrucción, el julio de 2012 ordenó un registro al Cuerpo Nacional de Policía en el Complejo Egara, central de los Mozos de Escuadra. También se planteó hacer un registro a la Comandancia de la Guardia Civil y a detener al grupo local de la UCO. Según el periodista Carlos Quílez, Aguirre llegó a pedir al entonces intendente Josep Lluis Trapero, que este le pidiera órdenes de detención de varios guardias civiles, incluyendo en el entonces teniente coronel, Daniel Baena. Para llevar a cabo esta investigación, contó con el apoyo de Eugenio Pino, Director Adjunto de la Policía (DAO) entre los años 2008-2016, y considerado uno de los principales responsables de la conocida como Operación Cataluña.
Durante aquel periodo, en 2012, el entonces magistrado de la Audiencia de Barcelona, Santiago Vidal, pidió al Tribunal Superior de Justicia de Cataluña que expedientara a Aguirre, por haber tardado aproximadamente un año al resolver un procedimiento sencillo cómo era un presunto delito de faltas, cuando el plazo establecido para resolver este tipo de casos es de cinco días.
Entre 2013 y 2014 se fueron archivando todas las piezas del caso que vinculaban a guardias civiles, que fueron absueltos por la Audiencia de #Barcelona. Posteriormente, en 2015, la misma audiencia pidió al juez que cerrara la instrucción. Finalmente, la instrucción se acabó alargando nuevo años, hecho por el cual fue criticado varias veces.
Aguirre dictó el sobreseimiento provisional de la causa el febrero de 2019.

### Operación Estela
La primavera de 2019 empezó a investigar una pieza secreta derivada de una causa de 2016 donde se investigaba un presunto delito de corrupción a la Diputación de Barcelona. Inicialmente dio el caso al Cuerpo Nacional de Policía pero posteriormente pidió la colaboración de la Guardia Civil. El noviembre de 2019, la presidenta de la Diputación, Núria Marin, dijo que se querían presentar como acusación en la investigación sobre las posibles irregularidades en las subvenciones.
El 24 de mayo de 2018, #Aguirre y la UDEF hicieron una macrooperació policial en el entorno de la Diputación de #Barcelona, buscando 28 subvenciones fraudulentas, la mayoría presuntamente concedidas de manera irregular a la fundación CATmón, a la empresa Discatimat y la ONG Igman, todas ellas gestionadas o relacionadas con el diputado de Juntos por Cataluña (JxCat), Francesc de Dalmases. Según Aguirre, Dalmases, Colina Ferrusola y Víctor Terradellas podrían estar relacionados con operaciones fraudulentas que podrían ascender a los dos millones de euros.

### Operación Voloh
El 12 de noviembre de 2019 ordenó a la Guardia Civil la detención de cuatro personas por los presuntos delitos de malversación de fondos públicos, prevaricación y tráfico de influencias. Los encausados fueron Gerard Figueras, secretario general del Deporte y Actividad física de la Generalidad de Cataluña y exdiputado de #CiU al Parlamento catalán; Maite Fandos, exconsejera del PDeCAT en el Ayuntamiento de Barcelona, y en aquel momento miembro de la Junta de la Diputación de Barcelona; Luciera Pallisera, el subdirector general de Gestión de la Secretaría del Deporte; y el apoderado del Canal Olímpico de Cataluña. La operación comportó la entrada y el registro en domicilios e inmuebles de Barcelona, Esplugas de Llobregat, Hospitalet de Llobregat y Viladecans, así como la sede de la Secretaría General del Deporte y la Actividad Física.

### Operación Vóljov
El verano de 2020 investigó si la Generalidad había comprado material por la gestión de la pandemia de covid 19 usando procedimientos no habituales.
El 28 de octubre de 2020, Aguirre puso en marcha la Operación Vóljov, una macrooperació donde la Guardia Civil detuvo 21 personas, investigadas por los delitos de malversación de fondos públicos, prevaricación y blanqueo de capitales, entre los cuales  había David Madí, Oriol Soler, Xavier Vinyals y Josep Lluís Alay, que quedó en libertad con cargos. Se trata de unas diligencias para investigar una supuesta trama de financiación irregular del proceso independentista catalán, mediante el desvío de fondos públicos. Los principales detenidos forman parte del llamado "estado mayor" del proceso o del círculo más próximo de Carles Puigdemont.